# Glacera Mölltaler
La glacera Wurtenkees, reanomenada Mölltaler (en alemany: « glacera de la vall del riu Möll ») per raons de màrqueting, és situada a prop de Flattach al nord-oest del Land de Caríntia a Àustria. La glacera Mölltaler és avui més coneguda per a la seva Estació d'esquí de mida mitjana, que va ser equipada amb el seu primer remuntador l'any 1987.

## Domini esquiable
El domini esquiable és situat sobre la glacera així com riu avall de la glacera, sobre els pendents del mont Schareck (3.122 m). Està connectat a la vall per un funicular, el Mölltaler Gletscher Exprés. Construït als anys 1990, permet agafar la glacera molt ràpidament - aquesta estava connectada fins llavors únicament per una carretera. El domini esquiable comença directament a partir de la parada d'arribada del funicular, amb un telecabina connectant pròpiament amb la glacera, a continuació un telecadira desembragable connectant el punt culminant del domini. La resta dels remuntadors mecànics és de concepció menys moderna.
El domini esquiable és de mida mitjana per ser a la Caríntia. És, per a la regió, un dels únics de tanta altitud i implantat més enllà del límit del bosc, i l'únic situat sobre una glacera. Es tracta del més petit domini esquiable sobre glacera d'Àustria (8 glaceres equipades en total) després de la glacera del Dachstein. La pista més llarga del domini és la FIS, amb a prop de 7 km i 1.000 m de desnivell.
Previst en una principi per a la pràctica de l'esquí tot l'any, la insuficiència de neu a l'estiu ha portat a partir de 1998 a tancar el domini esquiable de la mitjans de maig a mitjans de juny, i a reduir el nombre de remuntadors mecànics en servei durant el període estival. Un sistema de canons de meu es va instal·lar igualment directament sobre la glacera.
Una pista d'esquí de fons, de 2,5 km de longitud va ser traçada a 2.200 m d'altitud.
L'estació és membre dels grup d'estacions d'esquí Hit i TopSkiPass Kärnten & Osttirol.